# Pavel Melëšin
Pavel Alekseevič Melëšin (in russo Павел Алексеевич Мелёшин?; Mosca, 25 marzo 2004) è un calciatore russo, attaccante del Soči.

## Carriera
Cresciuto nel settore giovanile dello Spartak Mosca, ha esordito in prima squadra il 30 agosto 2022 in occasione dell'incontro di Kubok Rossii vinto 1-0 contro il Kryl'ja Sovetov Samara, partita in cui ha segnato il gol della vittoria. L'11 settembre ha esordito anche in Prem'er-Liga nella sconfitta per 4-2 contro il Rostov ed il 23 ottobre ha segnato la sua prima rete in campionato, nella vittoria per 5-0 contro il Chimki.

## Statistiche

### Presenze e reti nei club
Statistiche aggiornate al 21 novembre 2022.
| Stagione        | Squadra         | Campionato      | Campionato | Campionato | Coppe nazionali | Coppe nazionali | Coppe nazionali | Coppe continentali | Coppe continentali | Coppe continentali | Altre coppe | Altre coppe | Altre coppe | Totale | Totale |
| Stagione        | Squadra         | Comp            | Pres       | Reti       | Comp            | Pres            | Reti            | Comp               | Pres               | Reti               | Comp        | Pres        | Reti        | Pres   | Reti   |
| --------------- | --------------- | --------------- | ---------- | ---------- | --------------- | --------------- | --------------- | ------------------ | ------------------ | ------------------ | ----------- | ----------- | ----------- | ------ | ------ |
| 2022-2023       | Spartak Mosca   | PL              | 6          | 1          | CR              | 3               | 2               |                    | -                  | -                  | SR          | 0           | 0           | 9      | 3      |
| Totale carriera | Totale carriera | Totale carriera | 6          | 1          |                 | 3               | 2               |                    | -                  | -                  |             | 0           | 0           | 9      | 3      |